# 誕生 (尾崎豊のアルバム)
『誕生』（たんじょう）は、日本のシンガーソングライターである尾崎豊の5作目のオリジナル・アルバム。英題は『BIRTH』（バース）。
1990年11月15日にCBS・ソニーからリリースされた。マザーアンドチルドレンからの移籍第一弾として前作『街路樹』（1988年）よりおよそ2年ぶりにリリースされた作品であり、作詞・作曲のみならずプロデュースも尾崎が担当し、初のセルフプロデュースによるアルバムとなった。また前作では英題が存在しなかったが、本作では英題が復活した。
レコーディングは日本国内で行われ、海外の著名なスタジオミュージシャンであるエディ・マルティネスやジェリー・マロッタ、ジェフ・ボヴァなどが参加している他、安全地帯のギタリストである武沢豊が参加、編曲は安全地帯のプロデュースを手掛けた星勝が担当している。外国人ミュージシャンの起用により、ロックの他にもジャズやフュージョン、シティ・ポップなどの音楽性も含まれている。
先行シングルとして「LOVE WAY」がリリースされ、後にリカットとして「黄昏ゆく街で」および「永遠の胸」がリリースされた。本作はオリコンアルバムチャートにて初登場第1位を獲得、売り上げ枚数は40万枚を超え日本レコード協会からプラチナ認定を受けている。自身の周囲に対する攻撃性が表現された歌詞や外国人ミュージシャンを起用したサウンドは批評家たちからは賛否両論となった。

## 背景
1988年9月1日に2年9か月ぶりとなるオリジナル・アルバム『街路樹』をリリースし、9月12日には一夜限りの復活コンサートとなった東京ドーム単独公演「LIVE CORE」を実施した尾崎であったが、東京ドーム公演の3日後には所属事務所のマザーエンタープライズに辞表を提出し決別する。決別の理由は表向きには金銭的なトラブルとされているが、最も重要な理由は古巣であるソニー専属の須藤晃との共同作業を望んだことであると推測された。しかし、契約上は残り1年分が残っていたため正式な決別は1年後となった。それ以降、尾崎はマザー・エンタープライズとは一度もコンタクトを取る事はなかった。
尾崎は再びかつてのプロデューサーである須藤との共同制作を希望し、古巣であるCBS・ソニーへの移籍を検討していた。また、同時期に『月刊カドカワ』編集長であった見城徹とヒルトンホテルのスポーツクラブで再会。当時所属レコード会社も所属事務所もなかった尾崎は見城に「僕は何もかも失くした」と告げ、「もう一度ステージに立ちたい、アルバムを出したい」と何度も述べていたという。尾崎の要望を受け見城は当時の『月刊カドカワ』の総力特集にて尾崎を題材とし、本来であれば総力特集で扱われるアーティストは現役のトップミュージシャンなどがメインであった所を、まだ作品をリリースしていない状態で復活を遂げていない尾崎をメインに据える形で「尾崎豊 沈黙の行方」と題した特集を強引に組み出版した。結果として、尾崎を特集した『月刊カドカワ』は見城が編集長を務めた7年半の間で最も返本率の少ない号となった。その後見城の勧めにより『月刊カドカワ』誌上で尾崎は小説の連載を始める事となる。マザーエンタープライズとの契約が1年間残っている以上、他社での音楽活動は行う事ができないため、この期間は小説の執筆やインタビューを受ける事しかできない状態であった。
1989年7月には第一子である尾崎裕哉が誕生。この時期の尾崎は親友である吉川晃司に子供の写真を見せたり、子供の靴を大切そうに扱っている姿を見せ、吉川は「子供の話をする時は、本当に嬉しそうだった」と述べている。その後、須藤の橋渡しにより音楽事務所を浜田省吾の在籍する「ロード&スカイ」に移籍。レコード会社もかつてのCBS・ソニーへと復籍し、須藤との共同制作が可能となった。

## 録音
本作では尾崎が要望した事から尾崎自身によるセルフプロデュースとなった。初期3作のプロデューサーであった須藤晃はディレクターとして参加しており、約5年ぶりの共同作業となった。須藤は尾崎の移籍に伴い、レコード会社と尾崎との板挟みになった事から精神的に変調を来たして入退院を繰り返していた。しかし見城の話によれば、尾崎本人は須藤が入院している原因が自身の行動によるものであるとは思っていない様子であったという。本作の制作前に尾崎は度々須藤の見舞いに行っており、「早く治して一緒にやりましょう」と声を掛けていた。それに対し須藤は「よし、今度こそ本当にやろう。そのために、曲をいっぱい創っといてくれよ」と返答した。実際に尾崎は90分カセットテープ3本分、40曲近くに上る曲を制作した。
編曲は星勝と尾崎の共同名義。星は井上陽水や安全地帯のサウンド・クリエイターとして活動。尾崎と同じ事務所の浜田省吾のリメイクアルバムのプロデューサーでもある。「15の夜」等を手掛けた初期の尾崎作品のアレンジャーである町支寛二はバッキング・ボーカルのアレンジで参加。演奏陣には、星の率いるプロジェクトの一員である安全地帯の武沢豊、浜田のバッキングバンドで活躍する古村敏比古に加え、ロバート・パーマー、Run-D.M.C.、ミック・ジャガーなどとの共演で知られるエディ・マルティネスや、ピーター・ガブリエル・バンドにも参加していたジェリー・マロッタ、後にセリーヌ・ディオンやミートローフなどの作品に参加するジェフ・ボヴァ、ジャクソン・ブラウン、ジャーニーなどの作品に参加しているボブ・グラウブ、シックのトニー・トンプソンといった海外のベテラン・セッション・プレイヤーを数多く起用している。外国人ミュージシャンの起用は、音楽プロデューサーであり企画制作会社シロ・プランニング代表である川添象郎により、尾崎の楽曲が1960年代のプロテストソングに類似している事やギターのコード進行が単調である事からそのままでは行きづまるとの判断の上で、「ダイナミックなメロディー」で「華のあるアルバム」を目指して決定された。
レコーディングは東京にて2か月間行われた。本来であれば海外でのレコーディングで尾崎を含め少数のスタッフが現地へ移動する所であるが、尾崎が執行猶予中であり出国できなかったため断念された。海外からのミュージシャンは全員アメリカ合衆国から招集され、レコーディング・エンジニアはブルース・スプリングスティーンやダリル・ホール&ジョン・オーツ、ボン・ジョヴィなどの作品に参加した事で知られるラリー・アレクサンダーに依頼する事となった。尾崎は初めて体験したプロデューサーという立場は労力が必要であったと述べたが、尾崎の指示に憤慨し途中で帰ってしまうミュージシャンや泣きながら「ほんとによかった」と述べたミュージシャンもおり、「究極的に言うと、すごくおもしろかった」と述べている。しかし尾崎は所属事務所に対する猜疑心があった事からレコーディング中には険悪な雰囲気が漂っていたという。見城によれば、レコーディングスタジオ内で暴れる事やスタジオミュージシャンとの大喧嘩、自動販売機を殴り手を血まみれにするなどの状態が日常茶飯事となっていたと述べている。またノンフィクション作家である吉岡忍の著書『放熱の行方』においても不機嫌になる事や怒鳴り散らす事、錯乱状態に陥る事などがあり、外国人ミュージシャンたちはプロらしからぬ態度に呆れ果てホテルに引きこもる事態なども発生したと記されている。また須藤はこの時初めて錯乱した尾崎に遭遇しており「あれは、書くべきことがない人間が書くときに陥る錯乱だった」と述べた他、「歌はたくさん書いていたが、あのときの彼にほんとうに歌うべき内容があったんだろうか。歌いたいことがあったんだろうか」と述べている。

## 音楽性とテーマ
本作は生前に発売されたオリジナルスタジオアルバムとしては唯一の2枚組作品となった。アルバムタイトルは当初『永遠の胸』と『誕生』が候補に挙がっていたが、最終的に『誕生』に決定した。尾崎は2枚組全20曲のボリュームとなった事は必然的であったと述べている。3枚目のアルバム『壊れた扉から』（1985年）以降、ブランクが空いた事に関しては充電期間であったと述べた他、コンサートやレコードで自身が希求したものがリスナーに伝わっているのか疑問に思った事が原因であると述べている。なお、尾崎はリリース直前に収録されたラジオで「LAST TEENAGE APPEARANCE」ツアーでした約束をこのアルバムで果たせる」という発言をしている。
また尾崎は本作の制作前に以下のコメントを残している。
結婚したことも、それから子供が生まれたことも、自分が仕事をしていく上で覚えた人間関係を含めて、大切なものとか醜いこととかを自分の中で消化して歌にしていきたいという気持ちです。たとえばひとつひとつの迷いに対して、きちんと答えを出したものを歌っていけたらいい。それはそんなに明確な答えでもないし、もしそれが人生のことを語り尽くしてしまうようなものになれば、もちろん最高だし。そこまで神がかったものになればそれは幸いだけど、まさしく人間の限界や能力の限界みたいなもの、そのあたりがひとつの課題になります。—尾崎豊, 
放熱の行方
第一子の誕生に関し尾崎は、「子供ができて、いままで以上に痛みとか、暖かいものを伝えてあげたいと思う気持ちが強くなったような気がしますね」と述べている。またその影響から、本作には結婚や子供の事を題材にプライベートを歌った曲が多く存在し、またアルバムタイトルとしても使用される事となった。またその反面、テロリストを題材とした「銃声の証明」のような社会的な曲も収録されている。尾崎は世の中がテクノロジーの進歩によって人間性が失われていくのではないかと危惧し、音楽業界においても時代によって渇望された優しい歌の制作と、何かに帰属する事でしか存在意義を見出せない者への2極化していくと指摘している。本作の制作後に「LOVE WAY」など一部の歌詞が難解すぎるといった反応があったが、尾崎はそれを聞いてむしろ安堵したと述べた他、補足が必要であるとも述べている。また少しでも理解しやすいものにするため、「LOVE WAY」など一部の曲を英語タイトルにしたとも述べている。須藤は尾崎が従前より自己表現ではなく自己変革を目指していると指摘し、本作において尾崎がプロデュースを手掛けた事でそれがより明確になったと述べている。また須藤は本作に関し尾崎に対して「リアリティがないし、意味も伝わってこない」と伝えたが、そのような混迷した状態を記録として残す事も重要であるとも尾崎に伝えている。
『KAWADE夢ムック 尾崎豊』にて音楽ライターの松井巧は、外国人ミュージシャンによる演奏がジャズ・フュージョンやシティ・ポップ風のセンスを感じさせ、「鋭利な尾崎のボーカルを包み込むかのようだ」と述べた他、「置き去りの愛」に関してはエディ・マルティネスによるリード・ギターがサンタナを思わせるとした上で歌謡ポップス的な完成度を持っていると主張、「COOKIE」はカントリー・ロック調、「レガリテート」はエレクトリックピアノ系のシンセサイザーが煌びやかであると述べた。また同書にて詩人の和合亮一は、「音と言葉にすがりつくかのような、音楽への執着心が、メッセージとして感じられる」と指摘し、過去と決別し歌い続ける事が自由を希求する唯一の方法であると宣言しているかのようであると主張、また前作に続き「愛」を題材にする一方で「人間社会の汚い部分を、より執拗に色濃く攻撃し続ける」内容であり少年の視点は消滅したと述べている。さらに同書にて映画評論家の北小路隆志は、前2作において特徴的であった大胆なアレンジに対する試みがなく、ほぼ全ての曲が安定した展開となっていると指摘、「誕生」に関しても「曲調は健康な"ロックンロール"」であると述べている。音楽誌『別冊宝島1009 音楽誌が書かないJポップ批評35 尾崎豊 FOREVER YOUNG』においてフリーライターの河田拓也は、「LOVE WAY」に関してはデビュー以前のルーツであるフォークソングへの回帰を思わせる、井上陽水のアルバム『氷の世界』（1973年）収録の表題曲のようであると指摘した。

## 楽曲

### DISC I
1. 「LOVE WAY」
詳細は「LOVE WAY」の項を参照。
2. 「KISS」
自身も含めたサラリーマンとしての生活を卑下した楽曲。最後のコンサートツアーとなった「Yutaka Ozaki Tour'91 "Birth"」において16曲目、追加公演となる「TOUR 1991 BIRTH ARENA TOUR 約束の日 THE DAY」において12曲目に演奏されている[32]。
3. 「黄昏ゆく街で」 - 57TH STREET
詳細は「黄昏ゆく街で」の項を参照。
4. 「ロザーナ」 - ROSSANA
後期の作品としては珍しいウェストコースト・ロック風サウンドであると須藤は指摘し、「伸びやかなヴォーカルで歌われている」と述べている[33]。コンサートツアー「Yutaka Ozaki Tour'91 "Birth"」および「TOUR 1991 BIRTH ARENA TOUR 約束の日 THE DAY」において6曲目に演奏されている[32]。ベスト・アルバム『ARTERY & VEIN : THE VERY BEST OF YUTAKA OZAKI』（1999年）に収録された[34]。
5. 「RED SHOES STORY」
「レッドシューズ」とは1981年に西麻布にて開業されたロックバーであり、国内外の様々なミュージシャンが訪れるようになり、尾崎もホームグラウンドとして活用していた[35]。同店は1995年に一度閉店したが、2002年に南青山に場所を移して再度開業した[35]。本曲はコンサートツアー「Yutaka Ozaki Tour'91 "Birth"」において17曲目、「TOUR 1991 BIRTH ARENA TOUR 約束の日 THE DAY」において13曲目に演奏されている[32]。
6. 「銃声の証明」 - IDENTIFICATION
テロリストとして育てられた人間の不幸をテーマにした曲であるが、歌詞の内容はフィクションとなっている。尾崎が留置所に入った際に居合わせた人物が16歳で散弾銃を持って暴力団組織に殴り込みに行った話を語った内容を基に制作された[36]。歌詞中に登場する人物のモデルは金賢姫であり、大韓航空機爆破事件実行犯の金が自殺防止の猿ぐつわをかませられて連行される姿をテレビのニュースで見た尾崎は「運命のなすがままに生き、罪を背負う哀れな人々」への救いの祈りを『月刊カドカワ』で綴っている[37]。また、坂本龍一との対談の際には坂本から「あしたのジョーのような曲」と言われている[38]。親友であった吉川晃司は歌詞中の「親の愛も知らずに育った」という部分に関して、尾崎が母親を好きであると発言していたにも拘わらずなぜそのような歌詞を書いたのか問い詰めたところ、尾崎は「いや、つい勢いで書いちゃったんだよ」と弁明し、吉川からの「母ちゃんが聴いたら、悲しむんじゃないの?」という問いに「そうなんだよ。母親にも言われた」と返答したという[39]。この件について吉川は尾崎が10代の教祖としてマスコミから祭り上げられていたために、より強い言葉や激しい言葉を求められていたことから、追い詰められた挙句に書いてしまったのではないかと推測している[39]。コンサートツアー「Yutaka Ozaki Tour'91 "Birth"」および「TOUR 1991 BIRTH ARENA TOUR 約束の日 THE DAY」では演奏されなかったため、ライブ音源が存在しない[32]。
7. 「LONELY ROSE」
コンサートツアー「Yutaka Ozaki Tour'91 "Birth"」および「TOUR 1991 BIRTH ARENA TOUR 約束の日 THE DAY」では演奏されなかったため、ライブ音源が存在しない[32]。ベスト・アルバム『I LOVE YOU〜BALLADE BEST』（2011年）に収録された。ライブDVD『CHRISTMAS CONCERT 2011 LOVE SONGS FOR WOMEN』（2011年）において、EXILEの元メンバーである清木場俊介によるカバーが収録されている[40]。
8. 「置き去りの愛」 - I LEFT MY LOVE IN YOU
コンサートツアー「Yutaka Ozaki Tour'91 "Birth"」および「TOUR 1991 BIRTH ARENA TOUR 約束の日 THE DAY」では演奏されなかったため、ライブ音源が存在しない[32]。
9. 「COOKIE」
クッキーに関して歌う社会的メッセージソング。尾崎が10代の頃に原型が制作されたが、未発表曲となっていた[41]。本作の演奏時にクッキーが好きであるとMCする事もあったが、それによってファンからクッキーが届けられた事がないためファンは自身が発したクッキーの意味を理解していると尾崎は述べている[42]。コンサートツアー「Yutaka Ozaki Tour'91 "Birth"」において10曲目、「TOUR 1991 BIRTH ARENA TOUR 約束の日 THE DAY」において9曲目に演奏されている[32]。ベスト・アルバム『ARTERY & VEIN : THE VERY BEST OF YUTAKA OZAKI』に収録された[34]。
10. 「永遠の胸」 - ETERNAL HEART
詳細は「永遠の胸」の項を参照。

### DISC II
1. 「FIRE」
コンサートツアー「Yutaka Ozaki Tour'91 "Birth"」および「TOUR 1991 BIRTH ARENA TOUR 約束の日 THE DAY」において1曲目に演奏されている[32]。ベスト・アルバム『SATURDAY 〜ROCK'N'ROLL BEST OF YUTAKA OZAKI』（2008年）および『ALL TIME BEST』（2013年）に収録された。トリビュート・アルバム『"GREEN" A TRIBUTE TO YUTAKA OZAKI』（2004年）において、CasualSnatchによるカバーが収録されている[43]。
2. 「レガリテート」 - LEGALITÄT
「レガリテート」とは、ドイツ語で法律の意味。コンサートツアー「Yutaka Ozaki Tour'91 "Birth"」および「TOUR 1991 BIRTH ARENA TOUR 約束の日 THE DAY」では演奏されなかったため、ライブ音源が存在しない[32]。プロレスラーの垣原賢人が入場テーマ曲として使用している。
3. 「虹」 - RAINBOW
シングル「永遠の胸」のカップリング曲。コンサートツアー「Yutaka Ozaki Tour'91 "Birth"」において9曲目、「TOUR 1991 BIRTH ARENA TOUR 約束の日 THE DAY」において7曲目に演奏されている[32]。ベスト・アルバム『WEDNESDAY 〜LOVE SONG BEST OF YUTAKA OZAKI』（2008年）に収録された。
4. 「禁猟区」 - DON'T TOUCH THIS
自らのドラッグ体験をテーマにしている。コンサートツアー「Yutaka Ozaki Tour'91 "Birth"」において14曲目に演奏されたが、「TOUR 1991 BIRTH ARENA TOUR 約束の日 THE DAY」ではセットリストから外された[32]。ベスト・アルバム『13/71 - THE BEST SELECTION』（2004年）に収録された。トリビュート・アルバム『"GREEN" A TRIBUTE TO YUTAKA OZAKI』において、坂上庸介によるカバーが収録されている[43]。
5. 「COLD JAIL NIGHT」
シングル「LOVE WAY」のカップリング曲。拘禁中に制作された曲であり、尾崎の兄である尾崎康によれば1988年2月22日に執行猶予付きの判決を受けて釈放された尾崎は、その当日に家族に向けて本曲を歌唱して聴かせたという[44]。本曲を聴いた康は「おまえって、転んでもタダでは起きないな」と尾崎に対し誉め言葉を与えたと述べている[45]。尾崎の著書『普通の愛』に収録されている「フェアリー・ウィスパー」という短編小説で、より詳しく拘置所内の体験が綴られている[46]。コンサートツアー「Yutaka Ozaki Tour'91 "Birth"」において15曲目に演奏されたが、「TOUR 1991 BIRTH ARENA TOUR 約束の日 THE DAY」ではセットリストから外された[32]。
6. 「音のない部屋」 - QUIET ROOM
シングル「黄昏ゆく街で」のカップリング曲。コンサートツアー「Yutaka Ozaki Tour'91 "Birth"」において8曲目に演奏されたが、「TOUR 1991 BIRTH ARENA TOUR 約束の日 THE DAY」ではセットリストから外された[32]。ベスト・アルバム『13/71 - THE BEST SELECTION』に収録された。トリビュート・アルバム『"GREEN" A TRIBUTE TO YUTAKA OZAKI』において、ネルソン・グレートによるカバーが収録されている[43]。
7. 「風の迷路」 - WHAT IS LOVE
コンサートツアー「Yutaka Ozaki Tour'91 "Birth"」および「TOUR 1991 BIRTH ARENA TOUR 約束の日 THE DAY」では演奏されなかったため、ライブ音源が存在しない[32]。ベスト・アルバム『ALL TIME BEST』に収録された。
8. 「きっと忘れない」 - HAPPY BIRTHDAY
コンサートツアー「Yutaka Ozaki Tour'91 "Birth"」において11曲目、「TOUR 1991 BIRTH ARENA TOUR 約束の日 THE DAY」において8曲目に演奏されている[32]。ライブ・ビデオ『TOUR 1991 BIRTH』（1992年）および『約束の日 LAST APPEARANCE』（1993年）においてライブ映像が収録されていたが、CD-BOX『LIVEBEAT BOX』（2012年）にて初めてライブ音源として収録された。
9. 「MARRIAGE」
コンサートツアー「Yutaka Ozaki Tour'91 "Birth"」および「TOUR 1991 BIRTH ARENA TOUR 約束の日 THE DAY」では演奏されなかったため、ライブ音源が存在しない[32]。ベスト・アルバム『I LOVE YOU〜BALLADE BEST』に収録された。
10. 「誕生」 - BIRTH
尾崎康は本曲歌詞の最後の2行は尾崎裕哉に遺した言葉であると推測しており、また「人生の意味に関する、豊が手にした一つの到達点を示している」とも解釈できると述べている[47]。コンサートツアー「Yutaka Ozaki Tour'91 "Birth"」において本編最終曲として21曲目、「TOUR 1991 BIRTH ARENA TOUR 約束の日 THE DAY」においても本編最終曲として17曲目に演奏されている[32]。ライブではキーを2つ下げて歌われた。ベスト・アルバム『ARTERY & VEIN : THE VERY BEST OF YUTAKA OZAKI』に収録されたほか[34]、『SATURDAY 〜ROCK'N'ROLL BEST OF YUTAKA OZAKI』にも収録された。

## リリース、アートワーク
本作は1990年11月15日にCBS・ソニーよりCD2枚組およびカセットテープ2本組の2形態でリリースされた。アート・ディレクションはこれまでの作品と同じく田島照久が担当している。また、歌詞カードの中に尾崎自身がデザインした絵画が使用されており、「Artery & Vein」という作品は後にベストアルバムのタイトルなどにも使用されている。その他、歌詞カード中に使用されているイメージ写真も全て尾崎が撮影したものとなっている。尾崎本人の写真は田島の他に写真家の横山正美が担当している。
本作から3曲がシングルカットされているが、書籍『地球音楽ライブラリー 尾崎豊』においてライターの落合昇平は、「LOVE WAY」について尾崎が見つめている最新の「地図」を描いた作品であり、家庭を持ち活動環境を整備して再出発を目指した作品となった本作の1曲目であったことからも「LOVE WAY」を重要視していたのではないかと推測している。本作リリースから2週間後にリカットシングルとしてリリースされた「黄昏ゆく街で」は、「LOVE WAY」とは異なり尾崎のもう一つの音楽性である「苦いラヴ・ソング」を伝えるためにリリースが決定された。さらに翌月には「永遠の胸」がリリースされ、1990年10月から1991年1月までの4か月間でシングル3枚、アルバム1枚とリリース・ラッシュの形となった。
1992年11月21日にはMDで再リリースされ、2001年4月25日には限定生産品として紙ジャケット仕様で、2007年4月25日にはCD-BOX『71/71』に収録され、2009年4月22日には限定生産品として24ビット・デジタルリマスタリングされブルースペックCDで、2013年9月11日にはブルースペックCD2として再リリースされた。その後も2015年11月25日にはボックス・セット『RECORDS : YUTAKA OZAKI』に収録される形でLP盤として再リリースされた。

## ツアー
本作リリース直後、尾崎は所属事務所である「ロード&スカイ」が金儲けのために自身を利用しているとの猜疑心から退所する事となった。尾崎は事務所代表の高橋信彦に対して退所を告げると同時に独立して新たな事務所を共に設立する案を提示したが、高橋は取材など一部の仕事のみで尾崎に関与していたため疑心暗鬼の対象となっておらず、深く関与すれば高橋自身も同様の立場になると考え尾崎の提案を拒否した。同年12月19日に尾崎は個人事務所「アイソトープ」を設立。自らが代表取締役となり、コンサートツアーのブッキングやバンドメンバーの選定に当たるようになった。個人事務所の設立には見城も深く関与しており、雑誌の編集長としての範疇を超えて協力していたため編集部に発覚すれば立場を追われるほどの協力体制であった。

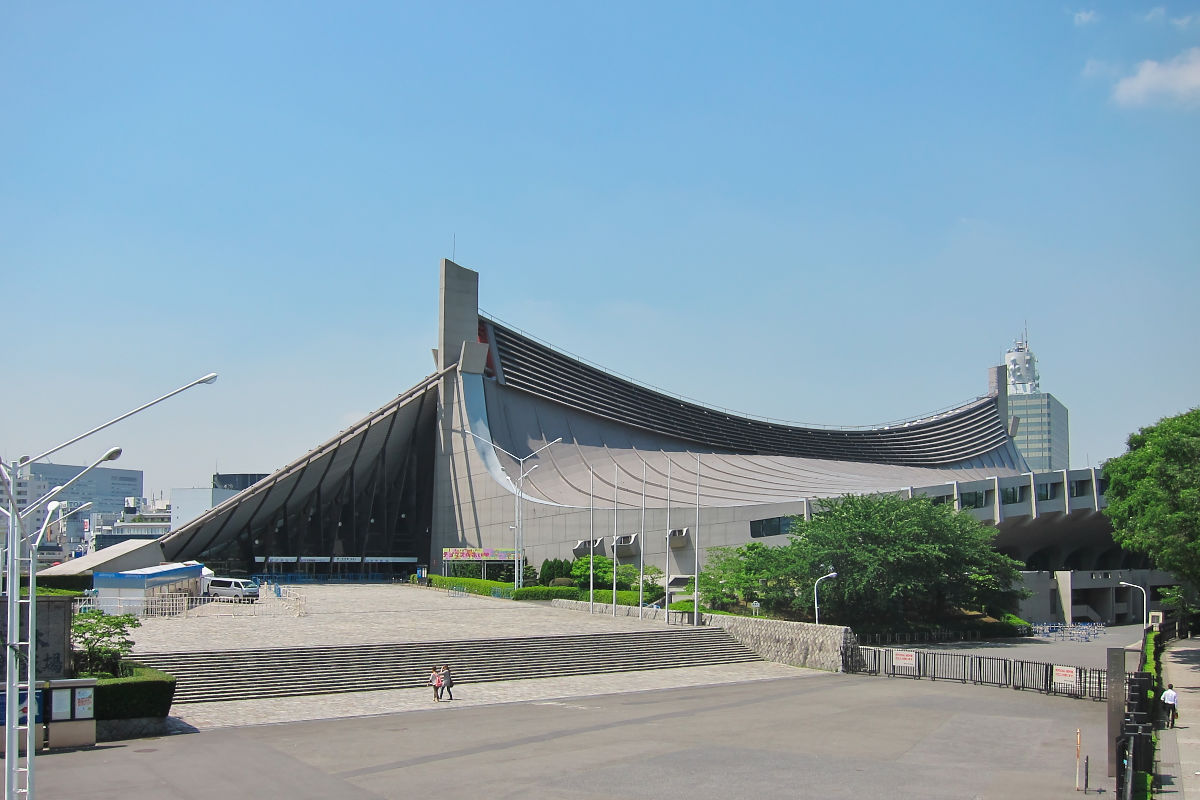
生前最後の公演が行われた代々木オリンピックプール第一体育館

本作を受けてのコンサートツアーは「ロード&スカイ」所属時に仮決定されていたが、尾崎がツアーの実施を拒否したため事務所側は仮予約してあった会場をキャンセルするなど対応に追われた。その後事務所を退所した事でコンサートツアーは全て白紙に戻されていた状態であった。改めてブッキングを行うも、尾崎のコンサートツアーは過去幾度も中断やキャンセルが発生していた事や、事務に不慣れなミュージシャン自身が社長である事などからイベンターから敬遠されていた。しかしその後コンサートツアー「Yutaka Ozaki Tour'91 "Birth"」が決定し、1991年5月20日から5月22日までの横浜アリーナ3日間連続公演を皮切りに全国37都市全48公演が行われ、尾崎にとって約4年ぶりの本格的な全国ツアーとなった。また、追加公演として、「TOUR 1991 BIRTH ARENA TOUR 約束の日 THE DAY」が3都市8公演行われ、10月24日、25日、29日、30日には6年ぶりに代々木オリンピックプール第一体育館での公演を実施する。尾崎は東京ドーム公演の際に「またどこかで会おうね」とMCを行った事に対して、横浜アリーナ公演でやっと約束を実現できると述べている。尾崎が同ツアーに対して掲げたスローガンは「路上に掲げた旗を見よ」であり、「お前はいったい何なんだ」という旗を尾崎は掲げていると述べ、また路上の旗とは自身の事でもありリスナーのことでもあると述べている。
ライブの中止やキャンセルが許されない状況下で、尾崎は体力作りのためにスポーツクラブに通った他、ツアー先のホテルには必ずスポーツクラブとサウナがあるホテルを選定した。このツアーの際に尾崎は見城に対しツアー日程すべてに同行するよう要請したが、ツアー5日目の大阪厚生年金会館公演後に仕事の都合で東京に戻った所、会社の席に着いた瞬間に尾崎から電話で連絡が来る事となった。尾崎は「どうして帰ったんだ」と見城を問い詰め、「俺は見城さんの愛情が俺ひとりに向くまで、もう一回俺に向くまで、『黄昏ゆく街で』の連載を書かない」、「最終回を人質にとります」と述べ電話を切った。結果として小説『黄昏ゆく街で』は未完のまま終了する事となった。同ツアーは結果として1本もキャンセルされる事なく完遂される事となった。しかしステージを降りた後の尾崎はスタッフの些細な言動に腹を立て言いがかりをつけるようになっていた。またコンサート終了後の打ち上げにおいてもギターを叩き割る行為やイスを投げる行為などを行い、バックバンドのメンバーやスタッフは誰もが早く帰りたいと思うような事態となっていった。そのような事も影響し、ツアーが終了する事には事務所スタッフは総入れ替えとなっていた。またツアー終了からおよそ半年後の1992年4月25日に尾崎は急死したため、同ツアーの最終公演となった10月30日の代々木オリンピックプール第一体育館での公演が生涯最後のライブとなった。

## 批評
| 専門評論家によるレビュー           | 専門評論家によるレビュー      |
| レビュー・スコア                   | レビュー・スコア              |
| 出典                               | 評価                          |
| ---------------------------------- | ----------------------------- |
| CDジャーナル                       | サウンド: 肯定的 歌詞: 否定的 |
| 文藝別冊 尾崎豊 （松井巧）         | 肯定的                        |
| 文藝別冊 尾崎豊 （和合亮一）       | 肯定的                        |
| 文藝別冊 尾崎豊 （北小路隆志）     | 否定的                        |
| 音楽誌が書かないJポップ批評 尾崎豊 | 否定的                        |
| 尾崎豊 Forget Me Not               | 肯定的                        |

本作のサウンド面に対する批評家たちからの評価は賛否両論となっており、音楽情報サイト『CDジャーナル』では、外国人ミュージシャンによる演奏が「緊張溢れる演奏」であると指摘した他、その演奏に対して膨大な言葉数の歌詞を合わせた事が半端ではないとして「試みとして興味深いものがある」と肯定的に評価した。書籍『文藝別冊 KAWADE夢ムック 尾崎豊』において音楽評論家の松井巧は、外国人ミュージシャンの起用によって歌詞のモチーフや曲調も異なる全20曲に統一感を持たせていると指摘し、アルバム全体を通して「尾崎のヴォーカルにはどことなく余裕が感じられる」と肯定的に評価した。また同書にて映画評論家の北小路隆志は、2枚組というボリュームになったのはコンセプトによるものではなく活動休止中に書き溜めた曲が一気に消化されたが故であると指摘、また本作において「"尾崎豊節"が確立された」と主張し、「拍子抜けするほど透明感に溢れた内容」であり前2作で積み上げられた大胆なアレンジが放棄されほぼ全曲が安定した展開になっているとして否定的に評価した。音楽誌『別冊宝島1009 音楽誌が書かないJポップ批評35 尾崎豊 FOREVER YOUNG』においてフリーライターの河田拓也は、「LOVE WAY」のサウンドに関して「畳みかけるような言葉のリズム感と、微妙に垢抜けないデジタルビートの組み合わせが妙に生々しく新鮮で、インパクトはあった」と肯定的に評価したが、アルバム全体を通しては外国人ミュージシャンによる演奏が「工業製品のように微妙なニュアンスを欠き、雑でちぐはぐな印象を増幅している」と主張し、かつてのバックバンドである「Heart Of Klaxon」の方が「拙くとも等身大の良さを却って浮かび上がらせることができたと思う」と述べ否定的に評価した。
また本作の歌詞やメッセージ性に対しても賛否両論の結果となり、音楽情報サイト『CDジャーナル』では中身の重々しさから体力と精神力面で個人的にかなりきついと否定的に評価した。書籍『文藝別冊 KAWADE夢ムック 尾崎豊』において詩人の和合亮一は、本作における怒りがデビュー当時とは異なり「日常的な生活感情ではなく、もはや特異で苛烈な自己の宿命に孤独に向かっていこうとする姿勢の強さへと変わっている」と主張、最終曲である「誕生」は「父親になった詩人の横顔を想起させられる」として肯定的に評価した。音楽誌『別冊宝島1009 音楽誌が書かないJポップ批評35 尾崎豊 FOREVER YOUNG』において河田は、「LOVE WAY」の歌詞に関して「記号的な理解で性急にすべてを把握したつもりになろうという焦りや地に足のつかない表現が目立ち、具体的な相手や場面にこだわってぐっと掘り下げるような、初期の良さはない。ポーズばかりが空回りしているようだ」と指摘、またストーリー性のある曲に関しては「人間が普通に抱えるエゴと孤独を穏当に受け入れ慣れていくプロセスを踏めず、そんな自分と一般的な感覚の距離を測れないままに、それを大袈裟に罪として嘆くことで、どんどん歌は仰々しくなり、リアリティを失っていく」と述べ否定的に評価した。音楽誌『別冊宝島2559 尾崎豊 Forget Me Not』において評論家の栗原裕一郎は、結婚や子供の誕生などの経験が詰め込まれた物量と熱量に圧倒されると述べ、歌詞に関しては「LOVE WAY」に象徴されるように抽象的な難解さが増していると指摘し、「内面をひたすら見詰める内省的な創作法から、知識や刺激を外側に求め始めたい意識の変化が見て取れる」と述べ肯定的に評価した。

## チャート成績
本作はオリコンアルバムチャートにおいて初登場第1位を獲得、売り上げ枚数は25万枚となった。その後もランキングに残り、登場週数は27回で最終的な売り上げ枚数は48.1万枚となった。この売り上げ枚数は尾崎豊のアルバム売上ランキングにおいて第5位となっている。他の案件を疎かにするほど尾崎に入れ込んでいた見城は、本作が1位を取らなければ意味がないとして尾崎と復活を約束し合っていたという。そして初登場第1位の報を受けた見城は、同じホテルに滞在していた尾崎に電話で連絡し「下のバーで待ってる」と告げ、バーに入ってきた尾崎は泣きながら見城と固く抱擁し合ったという。
尾崎の死去直後である1992年5月25日付けのオリコンアルバムランキングでは第9位を獲得、同日のランキングでは第1位が『放熱への証』（1992年）、第4位が『回帰線』（1985年）、第5位が『十七歳の地図』（1983年）、第6位が『LAST TEENAGE APPEARANCE』（1987年）、第7位が『壊れた扉から』（1985年）と過去作が次々にランクインし、ベスト10内の6作を尾崎の作品が占める事となった。また、『街路樹』（1988年）は第14位となった。

## 収録曲

### CD, CT
CDブックレットに記載されたクレジットを参照。
| #         | タイトル                      | 作詞・作曲 | 編曲         | バッキング・ボーカル・アレンジ | 時間  |
| --------- | ----------------------------- | ---------- | ------------ | ------------------------------ | ----- |
| 1.        | 「LOVE WAY」                  | 尾崎豊     | 尾崎豊、星勝 | 尾崎豊                         | 5:44  |
| 2.        | 「KISS」                      | 尾崎豊     | 尾崎豊、星勝 | 尾崎豊                         | 5:44  |
| 3.        | 「黄昏ゆく街で」(57TH STREET) | 尾崎豊     | 尾崎豊、星勝 | 尾崎豊                         | 5:35  |
| 4.        | 「ロザーナ」(ROSSANA)         | 尾崎豊     | 尾崎豊、星勝 | 尾崎豊                         | 5:30  |
| 5.        | 「RED SHOES STORY」           | 尾崎豊     | 尾崎豊、星勝 | 尾崎豊                         | 7:07  |
| 合計時間: | 合計時間:                     | 合計時間:  | 合計時間:    | 合計時間:                      | 29:40 |

| #         | タイトル                                | 作詞・作曲 | 編曲         | バッキング・ボーカル・アレンジ | 時間  |
| --------- | --------------------------------------- | ---------- | ------------ | ------------------------------ | ----- |
| 6.        | 「銃声の証明」(IDENTIFICATION)          | 尾崎豊     | 尾崎豊、星勝 | 尾崎豊                         | 5:07  |
| 7.        | 「LONELY ROSE」                         | 尾崎豊     | 尾崎豊、星勝 | 尾崎豊                         | 5:37  |
| 8.        | 「置き去りの愛」(I LEFT MY LOVE IN YOU) | 尾崎豊     | 尾崎豊、星勝 | 尾崎豊                         | 4:44  |
| 9.        | 「COOKIE」                              | 尾崎豊     | 尾崎豊、星勝 | 尾崎豊                         | 6:29  |
| 10.       | 「永遠の胸」(ETERNAL HEART)             | 尾崎豊     | 尾崎豊、星勝 | 尾崎豊                         | 7:46  |
| 合計時間: | 合計時間:                               | 合計時間:  | 合計時間:    | 合計時間:                      | 29:43 |

CDブックレットに記載されたクレジットを参照。
| #         | タイトル                     | 作詞・作曲 | 編曲         | バッキング・ボーカル・アレンジ | 時間  |
| --------- | ---------------------------- | ---------- | ------------ | ------------------------------ | ----- |
| 1.        | 「FIRE」                     | 尾崎豊     | 尾崎豊、星勝 | 尾崎豊                         | 5:15  |
| 2.        | 「レガリテート」(LEGALITÄT)  | 尾崎豊     | 尾崎豊、星勝 | 尾崎豊                         | 5:24  |
| 3.        | 「虹」(RAINBOW)              | 尾崎豊     | 尾崎豊、星勝 | 尾崎豊                         | 6:05  |
| 4.        | 「禁猟区」(DON'T TOUCH THIS) | 尾崎豊     | 尾崎豊、星勝 | 尾崎豊                         | 4:22  |
| 5.        | 「COLD JAIL NIGHT」          | 尾崎豊     | 尾崎豊、星勝 | 尾崎豊                         | 5:09  |
| 合計時間: | 合計時間:                    | 合計時間:  | 合計時間:    | 合計時間:                      | 26:15 |

| #         | タイトル                           | 作詞・作曲 | 編曲         | バッキング・ボーカル・アレンジ | 時間  |
| --------- | ---------------------------------- | ---------- | ------------ | ------------------------------ | ----- |
| 6.        | 「音のない部屋」(QUIET ROOM)       | 尾崎豊     | 尾崎豊、星勝 | 尾崎豊                         | 4:28  |
| 7.        | 「風の迷路」(WHAT IS LOVE)         | 尾崎豊     | 尾崎豊、星勝 | 尾崎豊、町支寛二               | 4:58  |
| 8.        | 「きっと忘れない」(HAPPY BIRTHDAY) | 尾崎豊     | 尾崎豊、星勝 | 尾崎豊、町支寛二               | 5:05  |
| 9.        | 「MARRIAGE」                       | 尾崎豊     | 尾崎豊、星勝 | 尾崎豊                         | 5:41  |
| 10.       | 「誕生」(BIRTH)                    | 尾崎豊     | 尾崎豊、星勝 | 尾崎豊                         | 9:55  |
| 合計時間: | 合計時間:                          | 合計時間:  | 合計時間:    | 合計時間:                      | 30:07 |

### LP
LP-BOX『RECORDS: YUTAKA OZAKI』に収録。
| #         | タイトル                      | 作詞・作曲 | 編曲         | バッキング・ボーカル・アレンジ | 時間  |
| --------- | ----------------------------- | ---------- | ------------ | ------------------------------ | ----- |
| 1.        | 「LOVE WAY」                  | 尾崎豊     | 尾崎豊、星勝 | 尾崎豊                         | 5:44  |
| 2.        | 「KISS」                      | 尾崎豊     | 尾崎豊、星勝 | 尾崎豊                         | 5:44  |
| 3.        | 「黄昏ゆく街で」(57TH STREET) | 尾崎豊     | 尾崎豊、星勝 | 尾崎豊                         | 5:35  |
| 4.        | 「ロザーナ」(ROSSANA)         | 尾崎豊     | 尾崎豊、星勝 | 尾崎豊                         | 5:30  |
| 合計時間: | 合計時間:                     | 合計時間:  | 合計時間:    | 合計時間:                      | 22:33 |

| #         | タイトル                       | 作詞・作曲 | 編曲         | バッキング・ボーカル・アレンジ | 時間  |
| --------- | ------------------------------ | ---------- | ------------ | ------------------------------ | ----- |
| 1.        | 「RED SHOES STORY」            | 尾崎豊     | 尾崎豊、星勝 | 尾崎豊                         | 7:07  |
| 2.        | 「銃声の証明」(IDENTIFICATION) | 尾崎豊     | 尾崎豊、星勝 | 尾崎豊                         | 5:07  |
| 3.        | 「LONELY ROSE」                | 尾崎豊     | 尾崎豊、星勝 | 尾崎豊                         | 5:37  |
| 合計時間: | 合計時間:                      | 合計時間:  | 合計時間:    | 合計時間:                      | 17:51 |

| #         | タイトル                                | 作詞・作曲 | 編曲         | バッキング・ボーカル・アレンジ | 時間  |
| --------- | --------------------------------------- | ---------- | ------------ | ------------------------------ | ----- |
| 1.        | 「置き去りの愛」(I LEFT MY LOVE IN YOU) | 尾崎豊     | 尾崎豊、星勝 | 尾崎豊                         | 4:44  |
| 2.        | 「COOKIE」                              | 尾崎豊     | 尾崎豊、星勝 | 尾崎豊                         | 6:29  |
| 3.        | 「永遠の胸」(ETERNAL HEART)             | 尾崎豊     | 尾崎豊、星勝 | 尾崎豊                         | 7:46  |
| 合計時間: | 合計時間:                               | 合計時間:  | 合計時間:    | 合計時間:                      | 18:59 |

| #         | タイトル                     | 作詞・作曲 | 編曲         | バッキング・ボーカル・アレンジ | 時間  |
| --------- | ---------------------------- | ---------- | ------------ | ------------------------------ | ----- |
| 1.        | 「FIRE」                     | 尾崎豊     | 尾崎豊、星勝 | 尾崎豊                         | 5:15  |
| 2.        | 「レガリテート」(LEGALITÄT)  | 尾崎豊     | 尾崎豊、星勝 | 尾崎豊                         | 5:24  |
| 3.        | 「虹」(RAINBOW)              | 尾崎豊     | 尾崎豊、星勝 | 尾崎豊                         | 6:05  |
| 4.        | 「禁猟区」(DON'T TOUCH THIS) | 尾崎豊     | 尾崎豊、星勝 | 尾崎豊                         | 4:22  |
| 合計時間: | 合計時間:                    | 合計時間:  | 合計時間:    | 合計時間:                      | 21:06 |

| #         | タイトル                     | 作詞・作曲 | 編曲         | バッキング・ボーカル・アレンジ | 時間  |
| --------- | ---------------------------- | ---------- | ------------ | ------------------------------ | ----- |
| 1.        | 「COLD JAIL NIGHT」          | 尾崎豊     | 尾崎豊、星勝 | 尾崎豊                         | 5:09  |
| 2.        | 「音のない部屋」(QUIET ROOM) | 尾崎豊     | 尾崎豊、星勝 | 尾崎豊                         | 4:28  |
| 3.        | 「風の迷路」(WHAT IS LOVE)   | 尾崎豊     | 尾崎豊、星勝 | 尾崎豊、町支寛二               | 4:58  |
| 合計時間: | 合計時間:                    | 合計時間:  | 合計時間:    | 合計時間:                      | 14:35 |

| #         | タイトル                           | 作詞・作曲 | 編曲         | バッキング・ボーカル・アレンジ | 時間  |
| --------- | ---------------------------------- | ---------- | ------------ | ------------------------------ | ----- |
| 1.        | 「きっと忘れない」(HAPPY BIRTHDAY) | 尾崎豊     | 尾崎豊、星勝 | 尾崎豊、町支寛二               | 5:05  |
| 2.        | 「MARRIAGE」                       | 尾崎豊     | 尾崎豊、星勝 | 尾崎豊                         | 5:41  |
| 3.        | 「誕生」(BIRTH)                    | 尾崎豊     | 尾崎豊、星勝 | 尾崎豊                         | 9:55  |
| 合計時間: | 合計時間:                          | 合計時間:  | 合計時間:    | 合計時間:                      | 20:41 |

## スタッフ・クレジット

### 参加ミュージシャン
CDブックレットに記載されたクレジットを参照。
| DISC I 1. 「LOVE WAY」 - エディ・マルティネス – エレクトリック・ギター - ケビン・マロニー – プログラミング（ドラムス、ベース、キーボード、パーカッション） - スティーブ・フロム – プログラミング（ドラムス、ベース、キーボード、パーカッション） - 大谷哲範 – キーボード - ペッカー – パーカッション - 木村誠 – パーカッション - ダリル・フィネシー – コーラス - ドリアン・ホリー – コーラス - アルフィー・シラス – コーラス 2. 「KISS」 - エディ・マルティネス – エレクトリック・ギター - ケビン・マロニー – プログラミング（ドラムス、ベース、キーボード、パーカッション） - グレッグ・スミス – サクソフォーンソロ - 小林正弘 – ホーンセクション - 小池修 – ホーンセクション - ダリル・フィネシー – コーラス - ドリアン・ホリー – コーラス - アルフィー・シラス – コーラス 3. 「黄昏ゆく街で」 - エディ・マルティネス – エレクトリック・ギター、ガットギターソロ - ボブ・グラウブ – ベース - トニー・トンプソン – ドラムス - ジェフ・ボヴァ – キーボード - スティーブ・フロム – シンクラヴィア・プログラミング 4. 「ロザーナ」 - エディ・マルティネス – エレクトリック・ギター、12弦ギター - スティーブ・デュダス – アコースティック・ギター - トニー・トンプソン – ドラムス - ボブ・グラウブ – ベース - ジェフ・ボヴァ – キーボード - ペッカー – パーカッション - 木村誠 – パーカッション - 八木伸生 – ブルースハープ - スティーブ・フロム – シンクラヴィア・プログラミング 5. 「RED SHOES STORY」 - エディ・マルティネス – エレクトリック・ギター - ボブ・グラウブ – ベース - トニー・トンプソン – ドラムス - ジェフ・ボヴァ – キーボード - ペッカー – パーカッション - 木村誠 – パーカッション - グレッグ・スミス – サクソフォーンソロ - ダリル・フィネシー – コーラス - ドリアン・ホリー – コーラス - アルフィー・シラス – コーラス 6. 「銃声の証明」 - エディ・マルティネス – エレクトリック・ギター - スティーブ・デュダス – エレクトリック・ギター - ジェリー・マロッタ – ドラムス - ボブ・グラウブ – ベース - ジェフ・ボヴァ – キーボード - グレッグ・スミス – サクソフォーン - ダリル・フィネシー – コーラス - ドリアン・ホリー – コーラス - アルフィー・シラス – コーラス - スティーブ・フロム – シンクラヴィア・プログラミング 7. 「LONELY ROSE」 - エディ・マルティネス – エレクトリック・ギター - ボブ・グラウブ – ベース - トニー・トンプソン – ドラムス - ジェフ・ボヴァ – キーボード - ダリル・フィネシー – コーラス - ドリアン・ホリー – コーラス - アルフィー・シラス – コーラス - スティーブ・フロム – シンクラヴィア・プログラミング 8. 「置き去りの愛」 - エディ・マルティネス – エレクトリック・ギターソロ - スティーブ・デュダス – エレクトリック・ギター - ボブ・グラウブ – ベース - ジェリー・マロッタ – ドラムス - ジェフ・ボヴァ – キーボード - 中西康晴 – ハモンドオルガン 9. 「COOKIE」 - エディ・マルティネス – エレクトリック・ギター - スティーブ・デュダス – エレクトリック・ギターソロ - ボブ・グラウブ – ベース - トニー・トンプソン – ドラムス - ジェフ・ボヴァ – キーボード - ペッカー – パーカッション - 木村誠 – パーカッション - ダリル・フィネシー – コーラス - ドリアン・ホリー – コーラス - アルフィー・シラス – コーラス - スティーブ・フロム – シンクラヴィア・プログラミング 10. 「永遠の胸」 - スティーブ・デュダス – エレクトリック・ギター - ジェフ・ボヴァ – キーボード - 大谷哲範 – キーボード - ケビン・マロニー – プログラミング（ドラムス、ベース、キーボード、パーカッション） - スティーブ・フロム – プログラミング（ドラムス、ベース、キーボード、パーカッション） - ペッカー – パーカッション - 木村誠 – パーカッション | DISC II 1. 「FIRE」 - エディ・マルティネス – エレクトリック・ギター - スティーブ・デュダス – アコースティック・ギター、12弦ギター - ケビン・マロニー – プログラミング（ドラムス、ベース、キーボード、パーカッション） - ペッカー – パーカッション - 木村誠 – パーカッション 2. 「レガリテート」 - エディ・マルティネス – エレクトリック・ギター - スティーブ・デュダス – エレクトリック・ギター - ケビン・マロニー – プログラミング（ドラムス、ベース、キーボード、パーカッション） - スティーブ・フロム – プログラミング（ドラムス、ベース、キーボード、パーカッション） - ジェフ・ボヴァ – キーボード - ペッカー – パーカッション - 木村誠 – パーカッション 3. 「虹」 - エディ・マルティネス – エレクトリック・ギター - スティーブ・デュダス – エレクトリック・ギター - ボブ・グラウブ – ベース - ジェリー・マロッタ – ドラムス - ジェフ・ボヴァ – キーボード - グレッグ・スミス – サクソフォーン - スティーブ・フロム – シンクラヴィアプログラミング - ダリル・フィネシー – コーラス - ドリアン・ホリー – コーラス - アルフィー・シラス – コーラス 4. 「禁猟区」 - エディ・マルティネス – エレクトリック・ギター - ボブ・グラウブ – ベース - トニー・トンプソン – ドラムス - ジェフ・ボヴァ – キーボード - ペッカー – パーカッション - 木村誠 – パーカッション - ダリル・フィネシー – コーラス - ドリアン・ホリー – コーラス - アルフィー・シラス – コーラス 5. 「COLD JAIL NIGHT」 - エディ・マルティネス – エレクトリック・ギター - ボブ・グラウブ – ベース - トニー・トンプソン – ドラムス - ジェフ・ボヴァ – キーボード - ペッカー – パーカッション - 木村誠 – パーカッション - ダリル・フィネシー – コーラス - ドリアン・ホリー – コーラス - アルフィー・シラス – コーラス 6. 「音のない部屋」 - エディ・マルティネス – エレクトリック・ギター、12弦ギター - ボブ・グラウブ – ベース - ジェリー・マロッタ – ドラムス - ジェフ・ボヴァ – キーボード - 武沢豊 – アコースティック・ギター - 金子飛鳥グループ & 溝口肇 – ストリングス - 小池修 – ソプラノサクソフォーン 7. 「風の迷路」 - エディ・マルティネス – エレクトリック・ギター - スティーブ・デュダス – エレクトリック・ギター - ボブ・グラウブ – ベース - ジェリー・マロッタ – ドラムス - ジェフ・ボヴァ – キーボード - ペッカー – パーカッション - 木村誠 – パーカッション - 八木伸生 – ブルースハープ - 町支寛二 – コーラス 8. 「きっと忘れない」 - エディ・マルティネス – エレクトリック・ギター - スティーブ・デュダス – アコースティック・ギター - ジェフ・ボヴァ – キーボード - ケビン・マロニー – プログラミング（ドラムス、ベース、キーボード、パーカッション） - スティーブ・フロム – プログラミング（ドラムス、ベース、キーボード、パーカッション） - 町支寛二 – コーラス - 尾崎豊 – コーラス 9. 「MARRIAGE」 - エディ・マルティネス – エレクトリック・ギター、アコースティック・ギター - スティーブ・デュダス – アコースティック・ギター - ボブ・グラウブ – ベース - ジェリー・マロッタ – ドラムス - ジェフ・ボヴァ – キーボード - 大谷哲範 – キーボード - ペッカー – パーカッション - 木村誠 – パーカッション - スティーブ・フロム – シンクラヴィア・プログラミング - ダリル・フィネシー – コーラス - ドリアン・ホリー – コーラス - アルフィー・シラス – コーラス 10. 「誕生」 - エディ・マルティネス – エレクトリック・ギター - スティーブ・デュダス – エレクトリック・ギター、アコースティック・ギター - ボブ・グラウブ – ベース - ジェリー・マロッタ – ドラムス - ジェフ・ボヴァ – キーボード - ペッカー – パーカッション - 木村誠 – パーカッション - 古村敏比古 – サクソフォーン - スティーブ・フロム – シンクラヴィア・プログラミング |

### スタッフ
CDブックレットに記載されたクレジットを参照。

### 録音スタッフ
- 尾崎豊 – プロデューサー
- 須藤晃 – ディレクター
- ラリー・アレクサンダー – レコーディング・エンジニア、ミキシング・エンジニア
- 諸鍛治辰也 – セカンド・エンジニア
- 本間郁夫 – セカンド・エンジニア
- 海老原徳彦 – アシスタント・エンジニア
- 橋本仁 – アシスタント・エンジニア
- 鈴木信雄 – アシスタント・エンジニア
- 原剛 – アシスタント・エンジニア
- 深尾浩太郎 – アシスタント・エンジニア
- 福島芳樹 – アシスタント・エンジニア
- 香椎茂樹 – アシスタント・エンジニア
- 長島道秀 – アシスタント・エンジニア
- 三好玲子 – マスタリング・エンジニア

### 美術スタッフ
- 尾崎豊 – ブックレットペインティング&ドローイング、イメージ写真撮影
- 田島照久（田島デザイン） – アート・ディレクション、デザイン、カバー・アート、写真撮影
- 横山正美 – 写真撮影

### その他スタッフ
- 堀尾昌周 – パーソナル・マネージャー
- シロ・プランニング – レコーディング・コーディネーター
- ジョリー・レヴィン – レコーディング・コーディネーター
- チャック・プレザンス – レコーディング・コーディネーター
- 杉山葉次 – レコーディング・コーディネーター
- 佐藤康広 – CBS・ソニー・プロモーション・スタッフ
- 高橋信彦 – ロード&スカイ・プロモーション・スタッフ
- 鈴木幹治 – エグゼクティブ・プロデューサー

## チャート、認定
| チャート         | リリース年 | 最高順位 | 登場週数 | 売上数   | 規格             | 出典  |
| ---------------- | ---------- | -------- | -------- | -------- | ---------------- | ----- |
| 日本（オリコン） | 1990年     | 1位      | 27回     | 48.1万枚 | 2枚組CD、2本組CT | [ 2 ] |

| 国/地域 | 認定組織         | 日付       | 認定     | 売上数   | 出典   |
| ------- | ---------------- | ---------- | -------- | -------- | ------ |
| 日本    | 日本レコード協会 | 1990年11月 | ゴールド | 200,000+ | [ 77 ] |
| 日本    | 日本レコード協会 | 1992年5月  | プラチナ | 400,000+ | [ 3 ]  |

## リリース日一覧
| No. | リリース日     | 規格                           | レーベル     | カタログ番号  | 備考                                             | 出典          |
| --- | -------------- | ------------------------------ | ------------ | ------------- | ------------------------------------------------ | ------------- |
| 1   | 1990年11月15日 | CBS・ソニー                    | 2枚組CD      | CSCL-1560〜1  |                                                  | [ 78 ] [ 66 ] |
| 2   | 1990年11月15日 | CBS・ソニー                    | 2本組CT      | CSTL-1560〜1  |                                                  | [ 2 ]         |
| 3   | 1992年11月21日 | ソニー・ミュージックレコーズ   | 2枚組MD      | SRYL-7020〜1  |                                                  | [ 79 ]        |
| 4   | 2001年9月27日  | ソニー・ミュージックレコーズ   | 2枚組CD      | SRCL-5164〜5  | 紙ジャケット仕様（限定生産品）                   | [ 80 ] [ 81 ] |
| 5   | 2007年4月25日  | ソニー・ミュージックレコーズ   | 2枚組CD      | SRCL-6535〜6  | CD-BOX『71/71』収録                              | [ 82 ] [ 83 ] |
| 6   | 2009年4月22日  | ソニー・ミュージックレコーズ   | 2枚組BSCD    | SRCL-20004〜5 | 24ビット・デジタル・リマスタリング（限定生産品） | [ 84 ] [ 85 ] |
| 7   | 2011年6月20日  | ソニー・ミュージックレーベルズ | AAC-LC       | -             | デジタル・ダウンロード                           | [ 86 ]        |
| 8   | 2011年6月20日  | ソニー・ミュージックレーベルズ | ロスレスFLAC | -             | デジタル・ダウンロード                           | [ 87 ]        |
| 9   | 2013年9月11日  | ソニー・ミュージックレコーズ   | 2枚組BSCD2   | SRCL-30004〜5 |                                                  | [ 88 ] [ 89 ] |
| 10  | 2015年11月25日 | ソニー・ミュージックレコーズ   | 3枚組LP      | SRJL-1104〜6  | LP-BOX『RECORDS : YUTAKA OZAKI』収録             | [ 90 ]        |
| 11  | 2015年11月25日 | ソニー・ミュージックレーベルズ | ハイレゾFLAC | -             | デジタル・ダウンロード                           | [ 91 ]        |